# Antispila voraginella
Antispila voraginella is een vlinder uit de familie van de Heliozelidae. De wetenschappelijke naam van de soort is voor het eerst geldig gepubliceerd in 1927 door Braun.